# Adenanthos forrestii
Adenanthos forrestii  es un arbusto la familia Proteaceae. Nativo de Australia Occidental. Fue descrita por F. Muell en 1882.

## Descripción
Adenanthos forrestii es un arbusto erecto, lignotuberous, de unos 0,3-1,3 m de altura. Sus flores son rojo y crema/amarillo crema, y florece de abril a junio o de agosto a diciembre. Crece sobre piedra caliza o dunas costeras.